# Weyerhaeuser-Gletscher
Der Weyerhaeuser-Gletscher ist ein großer Gletscher an der Bowman-Küste des südlichen Grahamlands auf der Antarktischen Halbinsel. Er fließt in nördlicher Richtung zum Mercator-Piedmont-Gletscher unmittelbar westlich des Mobiloil Inlet und zählt zu den Gletschern, die das Wakefield Highland nach Norden begrenzen.
Der Gletscher liegt in einem Gebiet, das der australische Polarforscher Hubert Wilkins 1928 und der US-amerikanische Polarforscher Lincoln Ellsworth 1935 aus der Luft erkundeten. Eine erste Positionsbestimmung nahmen Wissenschaftler der United States Antarctic Service Expedition (1939–1941) anhand selbst erstellter Luftaufnahmen vor. Teilnehmer der US-amerikanischen Ronne Antarctic Research Expedition (1947–1948) sichteten ihn erneut. Der Expeditionsleiter Finn Ronne benannte ihn nach dem US-amerikanischen Unternehmer Frederick King Weyerhaeuser (1895–1978, Enkel von Friedrich Weyerhäuser), dessen Unternehmen Weyerhaeuser der Forschungsreise Bauholz und Dämmmaterial zur Verfügung stellte.